# Френк Стокер
Френк Стокер (29 травня 1867 — 8 січня 1939) — колишній ірландський тенісист.
Перемагав на турнірах Великого шолома в парному розряді.

## Фінали турнірів Великого шолома

### Парний розряд (2 перемоги)
| Результат | Рік  | Турнір                    | Покриття | Партнер    | Суперники                   | Рахунок                 |
| --------- | ---- | ------------------------- | -------- | ---------- | --------------------------- | ----------------------- |
| Перемога  | 1890 | Вімблдонський турнір 1890 | Трава    | Джошуа Пім | Джордж Гілл'ярд Ернес Льюїс | 6–0, 7–5, 6–4           |
| Перемога  | 1893 | Вімблдонський турнір 1893 | Трава    | Джошуа Пім | Гаррі С. Барлов Ернес Льюїс | 4–6, 6–3, 6–1, 2–6, 6–0 |